# Cocculina cowani
Cocculina cowani is een slakkensoort uit de familie van de Cocculinidae. De wetenschappelijke naam van de soort is voor het eerst geldig gepubliceerd in 1987 door McLean.